# 崔遠
崔遠（1910年 - 没年不詳）は、朝鮮民主主義人民共和国の軍人。高麗人（朝鮮系ソ連人）で、ソ連軍第88独立狙撃旅団に勤務。解放後は朝鮮人民軍の初代偵察局長、軍事科学局長などを務めたが、1958年に粛清され、消息不明となった。ソ連派。

## 略歴
1910年、沿海州に生まれる。1942年、モスクワ偵察学校を卒業したのち、ハバロフスク近郊のヴャツコエに駐屯する第88旅団に派遣され、金日成らとともに服務した。
崔遠はもともとソ連軍上級中尉として極東戦線情報局長ナウム・ソルキン少将の下で情報任務に当たっており、第88旅団内で金日成が果たした役割をよく知っていた。金日成は表向き第1大隊長であると同時に内務人民委員部（NKVD）の協力者でもあった。同僚隊員の言動をソルキン少将や極東戦線司令官のマクシム・プルカーエフ大将に密告してソ連軍関係者の信頼を獲得し、彼らはモスクワに金日成を推薦した。これが後にスターリンによって北朝鮮の指導者に抜擢された背景だったという。
解放後、朝鮮半島北部に帰還し、朝鮮人民軍創設に際して偵察局長（大佐）に任命された。朝鮮戦争当時は総佐（准将級）で、人民軍のソウル占領後、西大門区滄川洞のオランダ領事館2階に移って偵察局の職務を遂行した。
米軍記録によれば、朝鮮戦争後期の1952年7月には第5軍団（軍団長：方虎山中将）隷下の第46師団長（少将）を務めている。この師団は1951年11月に前線から後退してきた第5軍団へ所属が変更され、1952年7月当時、元山北方、咸興地域の海岸防衛に当たっていた。その後、総参謀部軍事科学局長（少将）となったが、1958年頃、思想検討により粛清、投獄され、以後消息不明になった。
崔遠は、軍事科学局長に在任中の1958年、張平山らの延安派軍幹部が企てたクーデターに関与したことで粛清されたという説もある。しかし、ソ連派に属する崔遠が延安派のクーデター未遂に加担したのかどうかは確認が必要なようである。
1959年7月に粛清されて江界の監獄に収容された人民軍少将カン・スボン（筆名呂政）の証言によれば、その当時、総参謀部武器器材供給局副局長パク・ビョンス、総参謀部軍事科学局長崔遠、第6師団長コ・ギファン、第3軍団通信部長チェ・ミョンチョル、職業総同盟軽工業委員長リ・ソニら5名が同房に収容されていたという。これが崔遠について知られている最後の情報である。
ソ連派の多くは地位を追われた後にソ連へ「帰国」したが、崔遠はソ連に戻ることができず、獄死または刑死した可能性が高いものとみられる。